# Celebeszi patakipatkány
A celebeszi patakipatkány (Crunomys celebensis) az emlősök (Mammalia) osztályának a rágcsálók (Rodentia) rendjébe, ezen belül az egérfélék (Muridae) családjába tartozó faj.

## Előfordulása
Indonézia területén honos, azon belül Celebesz középső részein. A rágcsálót 823-1067 méteres tengerszint fölötti magasságban lehet megtalálni. Az élőhelyének elvesztése fenyegeti. Az IUCN vörös listáján a végveszélyben kategóriában szerepel, a rizsültetvények terjeszkedése miatt. Ez a faj, csak 3 példánynak köszönhetően vált ismertté. Ezeket is az 1970-es évek közepén, véletlenül fogták be.

## Megjelenése és életmódja
A celebeszi patakipatkány kisméretű és sötét szőrzetű állat, amely az avarban keresi meg a rovarokból álló táplálékát. Az örökzöld, trópusi erdők lakója.